# Pizzighettone
Pizzighettone là một đô thị ở tỉnh Cremona trong vùng Lombardia, Italia. Đô thị này có dân số 6766 (năm 2001). Pizzighettone có đội bóng đá A.S. Pizzighettone chơi ở giải Serie C1/A.